# Hoko pospolitý
Hoko pospolitý (Crax alector), je velký druh ptáka z čeledi hokovitých, který obývá lesnaté oblasti severních částí Jižní Ameriky. Opeření je většinou černé, pouze spodní část těla je bílá, výrazná je černá chocholka se zatočenými pery a mohutný žlutý (východní část areálu rozšíření) či oranžovočervený (západní část) zobák s černou špičkou. Místy je hojně loven.

## Systematika
Druh poprvé popsal Carl Linnaeus v roce 1766. Hoko pospolitý tvoří dva poddruhy s následujícím rozšířením:
- C. a. alector Linnaeus, 1766 – tzv. východní poddruh, rozšířen ve východní Venezuele, severní Brazílii, Guyaně, Surinamu a Francouzské Guyaně
- C. a. erythrognatha Sclater, PL & Salvin, 1877 – západní poddruh, rozšířen po východní Kolumbii, jižní Venezuele

Vybraná dobová zobrazení
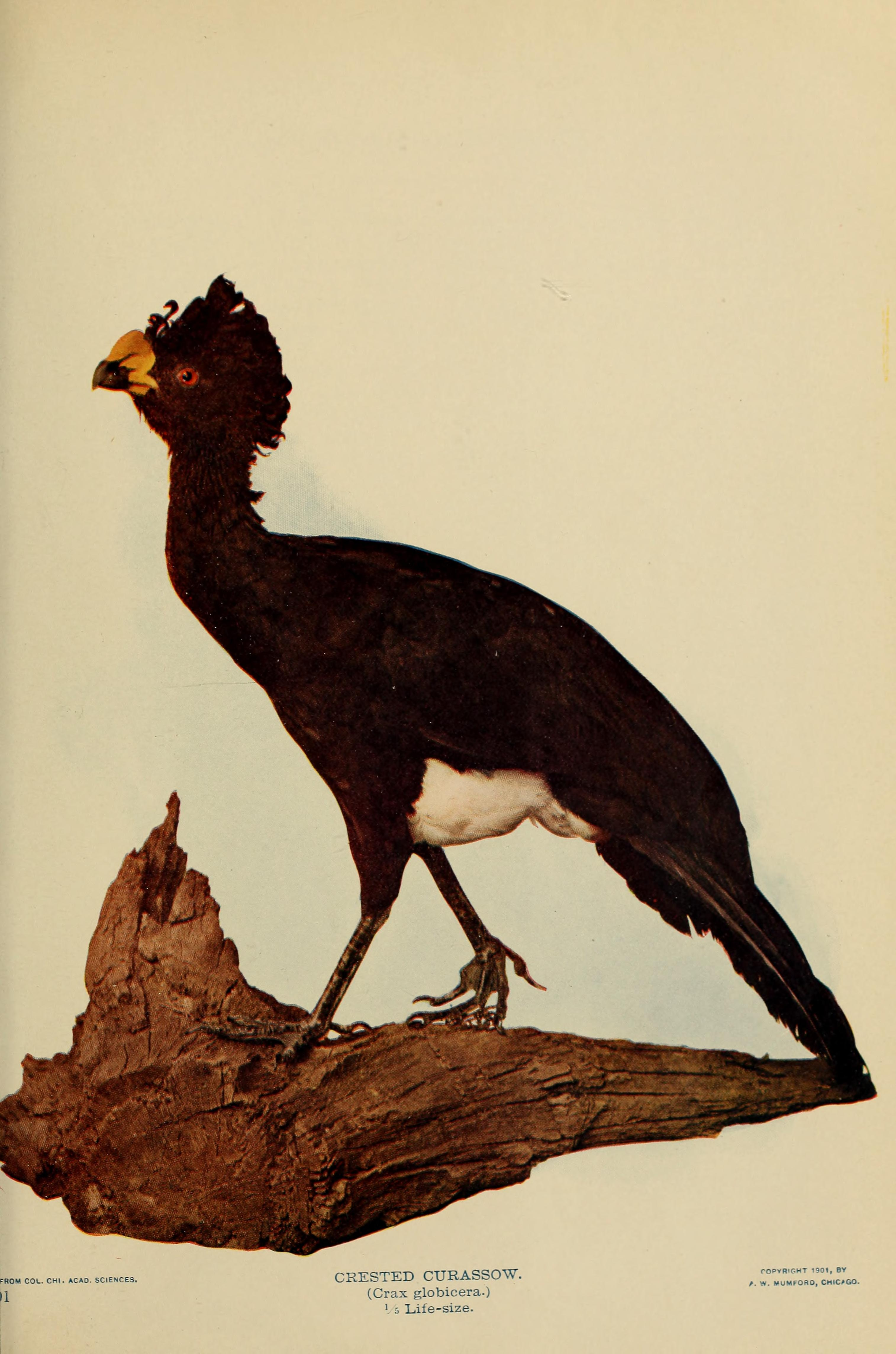
1901
Paul Louis Oudart, ~1825–1834
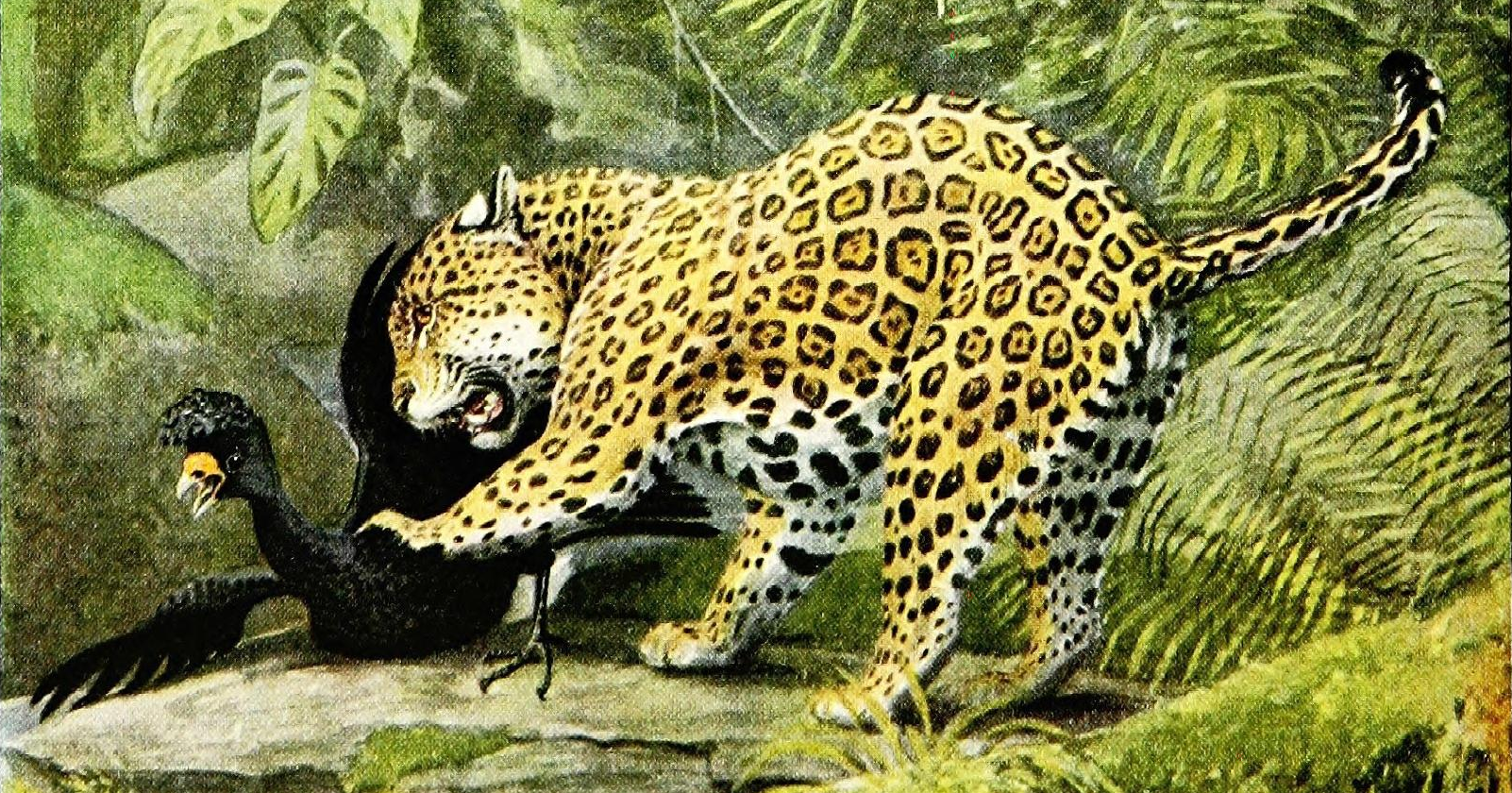
Jaguár útočící na hoka pospolitého (Louis Agassiz Fuertes, 1916)
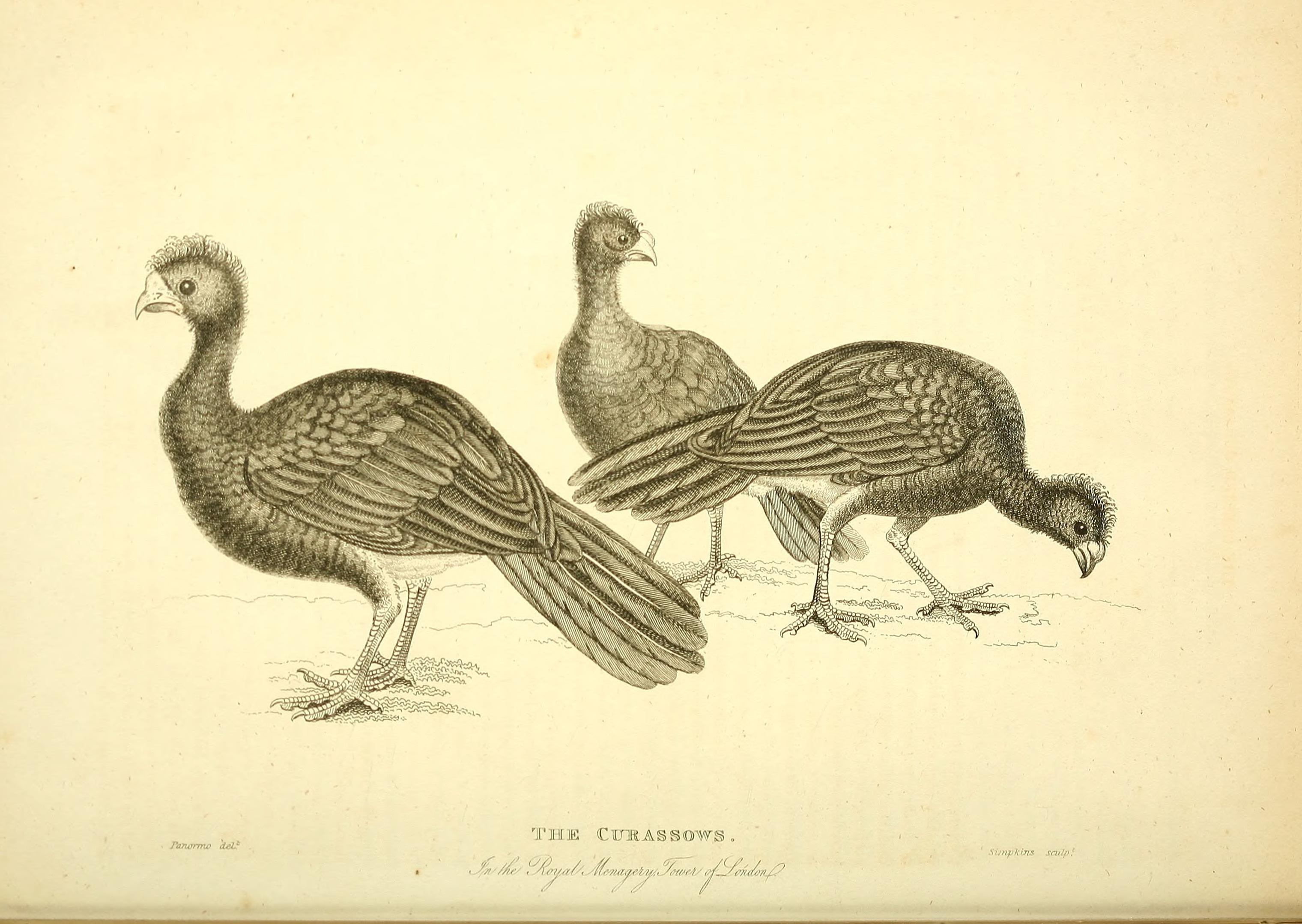
1830

## Popis
Hoko pospolitý je velký pták s délkou těla dosahující 86–94 cm. Samice váží 2,8 kg, samec kolem 3,4 kg. Opeření je převážně leskle černé, jen podocasní krovky a břicho jsou bílé. Výrazná je černá chocholka sahající k šíji se zatočenými pery. Tváře jsou vystouplé a působí natekle. Kořen zobáku je oranžovočerný (subps. erythrognatha) nebo sytě žlutý (subps. alector), špička černá. Samice jsou velmi podobné samcům, avšak zblízka je lze rozeznat podle bílých proužků kořenové části chocholky (v terénu je tento znak nicméně jen těžko pozorovatelný). Nohy jsou šedé.

## Biologie
Nejčastěji se vyskytuje v páru nebo v malých skupinkách. Většinou se pohybuje v otevřených částech lesa jako jsou okraje řek a cest, kde na zemi sbírá potravu. Živí se hlavně ovocem (zvláště z rostlin rodů Eugenie a Guara). Jídelníček doplňuje listy, pupeny, výhonky, květy i bezobratlými živočichy a houbami. Obývá hlavně nížinaté oblasti a částečně i kopcovité lesy do výše 1700 m n. m. Domovské okrsky hoků se pohybují v desítkách hektarů.
Doba hnízdění trvá cca od ledna do dubna. Hnízdo z větviček si staví v korunách stromů několik metrů nad zemí. Při vyrušení se neváhá přemístit vysoko do korun stromů, kam se dostane rychlými rozmachy křídel a krátkými dosedy a odskoky z větve na větev. Hlasově se projevuje dunivými zvuky ummum um um-um. Mimo hnízdní období dochází k volání hoka hlavně časně zrána a navečer, v hnízdním období kdykoliv během dne nebo noci. Hlas hoka nikdy nezní příliš hlasitě a v hustém lese je velmi obtížné ho lokalizovat.

## Status
Jedná se o místě velmi hojného ptáka. Např. na východě Kolumbie se hustota výskytu druhu odhaduje až na 80 ptáků na 1 km². Hokové pospolití jsou ohroženi zejména lovem a ztrátou přirozeného prostředí. V některých oblastech přitom může být lov značně intenzivní a zásadně ovlivňuje hustotu výskytu ptáků. V oblastech Francouzské Guyany, kde jsou hokové loveni, byla hustota výskytu druhu odhadnuta na 0,64 ptáka na 1 km²; v nelovných oblastech to bylo 2,96 hoků na 1 km².
I když jsou hokové spojováni hlavně s pralesem, v řadě oblastí se místní populace dokázaly adaptovat na druhotný les. I tak může lov spolu s intenzivním odlesňováním Amazonie v budoucnu způsobit lokální vyhynutí hoků.